# 西原ジャンクション
西原ジャンクション（にしはらジャンクション）は、沖縄県中頭郡西原町にある沖縄自動車道と那覇空港自動車道を分岐するジャンクションである。
沖縄自動車道（許田方面）と那覇空港自動車道の行き来のみ可能なJCTで、那覇ICと那覇空港自動車道の行き来は出来ない。また、那覇空港自動車道は無料である為、那覇空港自動車道から沖縄自動車道（許田方面）に向かう車両は、併設する西原JCT本線料金所で沖縄自動車道の通行券を受け取り（ETC車はETCレーンを通過）、沖縄自動車道（許田方面）から那覇空港自動車道に向かう車両は、西原JCT本線料金所で沖縄自動車道の料金を精算（ETC車はETCレーンを通過）する。
なお、料金所内は沖縄道方面がNEXCO西日本管轄、那覇空港道方面は沖縄総合事務局南部国道事務所管轄となる。

## 歴史
- 2000年（平成12年）6月28日：那覇空港自動車道・西原JCT - 南風原南IC間開通に伴い、供用開始[1]。

## 接続する道路
- E58 沖縄自動車道（1-1番）
- E58 那覇空港自動車道

## 西原JCT料金所
- ブース数：8

### 豊見城IC方面
- ブース数：5
  - ETC専用：1
  - 一般：4

### 沖縄自動車道方面
- ブース数：3
  - ETC専用：1
  - ETC/一般：1
  - 一般：1

## 隣
E58 沖縄自動車道
(1) 那覇IC - (1-1) 西原JCT - 幸地IC（仮称・事業中） - (2) 西原IC
E58 那覇空港自動車道（南風原道路）
(1-1) 西原JCT - (A1) 南風原北IC